# レプリカ・セム法
レプリカ・セム法は、考古学における研究方法のひとつ。石器や土器の植物圧痕などをシリコーン樹脂を用いたレプリカ法によって試料化し、走査型電子顕微鏡を用いて観察する方法。セム(SEM)は走査型電子顕微鏡(Scanning Electron Microscope)を意味する。

## レプリカ・セム法と考古学
考古学におけるレプリカ法は1991年に丑野毅により開発され、丑野は石器の接合資料に対してレプリカ法を用い、失われた剥片や石核を検出する手法であった。その後、レプリカ法は石器以外でも土器の施文具や木葉痕、繊維混入物、土器の整形痕や印刻など様々な資料に応用され、多様な研究に用いられる手法として発展した。
一方、植物考古学においては遺跡から出土した植物遺体やプラント・オパール、土壌に含まれる花粉など多様な植物遺存体を検出することで自然環境の復元や、栽培植物を検出して人との関わりの歴史を解明する試みが行われている。植物遺存体は肉眼で観察可能な大型のものだけでなく、数ミリ単位の微細なもの、花粉など肉眼での観察が難しく実体顕微鏡や生物顕微鏡を用いて観察を行わなければならない試料が存在し、同定に一定の不確実性が存在したほか、遺跡からの出土や分析の過程で年代の異なる試料や現生植物が混入する試料汚染（コンタミネーション）の危険性を抱えていた。
また、植物考古学においてアプローチする資料には植物遺存体のほか土器内部に圧迫された植物遺存体の形状が残った圧痕土器の存在があり、古くは1925年に山内清男が粘土や石膏を用いた型取りを行い、稲籾の検出を試みている。
1990年代後半から2000年代にかけて中沢道彦・丑野毅・松谷暁子らはレプリカ法による縄文時代晩期後葉の稲籾を検出している。2000年代にはレプリカ・セム法が確立され、試料汚染の可能性の低い手法としても注目される。山崎純男、中山誠二、小畑弘己らにより各地で土器圧痕から稲をはじめとする栽培植物の検出が試みられており、稲籾や縄文時代のダイズ、コクゾウムシなど多様な資料を検出している。ほか、印章の研究にも応用されている。

## レプリカ・セム法の手順
レプリカ・セム法は土器圧痕の凹部にシリコーン樹脂を流し込みサンプルを作成し、サンプルの表面を走査型電子顕微鏡で観察することで検出された植物を同定する。比佐陽一郎はレプリカ・セム法による分析手法の手順を確立し、これによれば、まず圧痕が存在する土器を肉眼で観察して選定し、超音波洗浄器を用いて表面の洗浄を行う。土器圧痕の表面には印象剤を充填する前に離型剤を塗布し、土器の破損を防止する。圧痕土器の表面が転写されたレプリカは乾燥させた後に離脱し、レプリカに金属の蒸着を行った後で走査型電子顕微鏡を用いた観察を行う。